# 美国化学学会应用材料与界面
 《美国化学学会应用材料与界面》（ACS Applied Materials＆Interfaces）是美国化学学会于2009年创立的同行评审的科学期刊 。该杂志最初为月刊，2013年改为半月刊，2015年改为周刊。 现任主编是Kirk S. Schanze 。 
《美国化学学会应用材料与界面》的主题包括先进的主动和被动电子/光学材料、涂料、胶体、生物材料和生物界面、聚合物、混合材料和复合材料，以及摩擦和磨损。目前收录于CAS、MEDLINE/PubMed、当前目录和科学引文索引中。 